# Славка Драшковић
Славка Драшковић је стручњак пословног вођства, коуч лидера и коуч успеха, писац књига и научних радова из области лидерства, успеха и националне културе. 
Била је директор Канцеларије владе за дијаспору и Србе у региону Владе Републике Србије. 
Пре постављања на место директора Канцеларије, водила је организацију Конгрес српског уједињења Србија. 
Предаје предмет Leadership in Organization на факултету Еnglish School of Business (Cambridge Associate Partner for Serbia) и предмет System Safety and Disasters (Herriot Watt University UK ). Има богато искуство на руководећим позицијама и експертизу из области лидерства и сигурности система.

## Биографија
Др Славка Драшковић је основну школу, гимназију и Економски факултет завршила у Београду. Магистрирала је на Филозофском факултету у Београду, на Одсеку за етнологију и антропологију са темом из области педагогије и антропологије жене. На истом факултету докторирала је на теми Пословни лидери српске дијаспоре у Америци. Завршила је и специјализацију из области пословног вођства (Coach Training Alliance USA).
Славка Драшковић је удата и мајка двоје деце.

## Каријера
Од 1990. радила је као директор организације српске дијаспоре „Конгрес српског уједињења“, затим као извршни директор исте америчке организације од 2002. до 2008.
Од 2008. године била је на месту председника „Конгреса српског уједињења Србија“, домаће организације дијаспоре која ради на програмима дијаспоре Америке, Русије, Немачке, Аустрије, Канаде и других. Од 1995. године до 2012. године била је директор Фондације Студентица САД, задужбине српске дијаспоре која се бави стипендирањем српских студената.
Од 2008. до 2012. године радила је и као извршна директорка у Пословном вођству д.о.о. Београд. У периоду од 1987. до 1989. била је директорка финансијског инжењеринга у МЦС д.о.о, а партнерка и директорка Саба Пословног Центра д.о.о. била је од 1990. до 1999. године. У Минелу ЦЕСА и Минелу радила је као старија сарадница и сарадница на извозним пословима од 1986. до 1987. године
Члан је УО Савета за обнову Задужбинарства, члан УО Удружења проналазача Србије, члан УО Фонда др Марко Јарић, члан Саветодавног одбора Веслачког клуба Црвена звезда, вођа пројекта Српско америчка женска лидерска мрежа, члан Женске базе стручњака, чланица CTA Coaches&Mentors Community, чланица Serbian American Profesionals, чланица European Economic Forum (EREF).
Дана 2. новембра 2012. године, Влада Републике Србије поставила ју је на место директора Канцеларије за сарадњу с дијаспором и Србима у региону на чијем челу је била до 19. фебруара 2015. године.
Славка Драшковић није члан ниједне политичке организације, а на позицију је дошла као независни стручњак.

## Рад са дијаспором
Има богато искуство у раду са српском дијаспором дуго преко две деценије.
Др Драшковић је организатор бројних конференција, предавања и догађаја за највише делегације из Србије у дијаспори у Чикагу, Кливланду, Москви, Бечу, Грацу, Вашингтону, Њујорку, итд.
Др Славка Драшковић је један од најупорнијих лобиста за оснивање Министарства за дијаспору за које се залагала са више од 20 других организација из дијаспоре.
Један је од креатора Округлог стола који је довео до Закона о дијаспори Републике Србије и учесница Комисије која је радила на Стратегији за дијаспору Републике Србије. Била је придружени члан Међуресорне државне радне групе Министарства за дијаспору, Министарства спољних послова и Министарства унутрашњих послова за унапређење односа државе Србије са државама Илиноис, Охајо и Калифорнија.
Др Славка Драшковић је један од најактивних заговорника укључења дијаспоре у помоћ локалним заједницама кроз пројекте везане за мала и средња предузећа (МСП)- пројекат Home Home Town Assosiation, заговорник јачања Србије кроз развој сектора МСП, и организатор учешћа малих и средњих предузећа из Србије на сајмовима и економским форумима у Америци и Русији.
Била оснивач и дугогодишњи директор неколико организација дијаспоре: Serbian Unity Congress, Конгрес српског уједињења Србија, Фонд Марко Јарић, Студеница фондација, као и вођа бројних пројеката српске дијаспоре међу којима су:
- Изабери успех, програм за студенте БУ
- Алумни организација Београдског универзитета,
- Interface EU TEMPUS пројекат, експерткиња из Србије, преношење искуства српске дијаспоре.
- Serbian American Women Leadership Network project
- Студеница фондација, лидерка програма стипендија и грантова за пројекте у образовању у Србији, Републици Српској и Хрватској и многи други

## Објављени радови
- Драшковић, Славка, 2018, Међународна гастрономија. Београд. Универзитет Сингидунум.
- Драшковић, Славка, 2012, Приче о успеху и националне културе: Србија и Америка. Београд. Glasnik Etnografskog Instituta SANU ISSN 0350-0861, Volume: 60; Issue: 2; Start page: 43;
- Пржуљ, З, Драшковић, С, Myths, culture and success in business: A case of US and Serbian cultures. African Journal of Business Management Vol.6 (1), pp. XXX-XXX, ISSN 1993-8233 ©2012 Academic Journals
- Драшковић, Славка, 2011. Кључ успеха, пут ка богатству и личном развоју. Београд. Задужбина Андрејевић
- Драшковић, Славка, 2011. Учење на даљину као део нове парадигме развоја економије и друштва. Филолошки факултет. Београд
- Драшковић, Славка. 2010. Наративи о успеху пословних лидера српске дијаспоре у Америци. Филозофски факултет. Београд
- Драшковић, Славка, 2004. Рано васпитање као део културне трансмисије. Филозофски факултет. Београд
- Драшковић Славка, Љубинко Илић, 2009. Иновације и енергетска ефикасност, Ур. Булатовић, М., М. Јањић. Машински факултет у Подгорици. КОД Бар 24 - 26
- Илић, Љ., С. Драшковић, Ј. Мићић, А. Милановић, 2009. Иновацијама против природних непогода, Ед. Биочанин Р., Ј. Алексић, А. Видовић. ИЦАМА, Бања Лука
- Цитирана у: Костов, А., М. Љубојев(Ед.)2009. "International October Conference on Mining and Metalurgy". Кладово. Рад Драшковић С., Љ. Илић 2009 Енергетска ефикасност и иновације

## Признања и награде
За свој допринос у раду са српском дијаспором др Драшковић је добила:
- Орден и златну значку Образовно-просветне заједнице Републике Србије;
- Орден руске дијаспоре „Земјачество“;
- Диплому америчке дијаспоре „Конгреса српског уједињења“.
- Награду Удружења проналазача Србије 2009. за допринос култури иновативности и јачању сарадње са дијаспором
- Биографски подаци унети су у: "Biographical Lexicon; Serbs in the World." Београд - Лос Анђелес, 1999.